# Malthinus bhaktai
Malthinus bhaktai is een keversoort uit de familie soldaatjes (Cantharidae). De wetenschappelijke naam van de soort werd in 1978 gepubliceerd door Brancucci in Wittmer & Brancucci.